# Artemidor Capit
Artemidor Capit (en llatí Artemidorus Capito, en grec Αρτεμίδωρος ό Καπίτων) va ser un metge i escriptor grec que va exercir a Roma durant el regnat de l'emperador Hadrià (117-138).
Va publicar una edició sobre les obres i receptes d'Hipòcrates del que Galè diu que era molt valuós, i que va ser admirat per l'emperador, però l'acusa de fer canvis considerables en el text, d'alterar el sentit de les lectures i de modernitzar el llenguatge. Era parent de Dioscòrides Pedaci que també va editar treballs d'Hipòcrates i també és mencionat per Galè.